# Hugo Erich Meyer von Klinggräff
Hugo Erich Meyer von Klinggräff (* 7. Juni 1820 in Klein Watkowitz, Stuhm, Königreich Preußen; † 3. April 1902 in Paleschken, Stuhm) war ein westpreußischer, deutscher Botaniker und Spezialist für Moose. Er war der Bruder des Botanikers Karl Julius Meyer von Klinggräff (1809–1879), mit welchem er oft zusammenarbeitete. Sein botanisches Autorenkürzel ist „H.Klinggr.“.

## Leben
Klinggräff war Sohn eines westpreußischen Gutsbesitzers. Im Jahre 1826 zog er mit seinen Eltern auf ein Gehöft in der Nähe von Agram in Kroatien, wo der Vater eine Landwirtschaft mit Weinbergen betrieb. Seine Schulbildung erhielt er zunächst von seiner älteren Schwester. Später wurde er in Agram von Mönchen unterrichtet. Eine reguläre Schule besuchte er nie. 1842 kehrte Klinggräff nach Preußen zurück. Er studierte an der Albertus-Universität Königsberg und promovierte 1846. Anschließend ließ er sich wieder in Kroatien nieder, wo er entlang des Adriatischen Meeres und der Inseln in der Kvarner-Bucht botanische Studien betrieb. In dieser Zeit arbeitete er mit anderen Botanikern, zum Beispiel Mutius von Tommasini, zusammen. Im Jahre 1852 kaufte er ein das Gut Wiszniewo bei Lobau (Provinz Preußen). 1853 heiratete er Mathilde von Vietinghoff. Nach dem Verkauf des Guts Wiszniewo 1862 übersiedelte er nach Marienwerder und widmete sich ganz der Botanik. Nach dem Tod seiner Frau verbrachte er aufgrund einer zunehmenden Erblindung die letzten Lebensjahre ab 1890 bei seiner Schwägerin auf Gut Paleschken.

## Veröffentlichungen
- Die höheren Cryptogamen Preussens. Königsberg 1858.
- Die in der Umgegend von Agram in Croatien vorkommenden Pflanzen. 1861.
- Versuch einer topographischen Flora der Provinz Westpreussen. 1880.[3]
- Ueber die bastarde bei farnen und moosen. 1889.[4]
- Die leber- und laubmoose West- und Ostpreussens. 1893.[5]